# محافظة بيداوري
محافظة بيداوري هي بلدة، في أستراليا، تقع في كوينزلاند، هي عاصمة Shire of Diamantina ‏، بلغ عدد سكانها 122 نسمة وذلك حسب إحصائيات سنة 2016، رمزها البريدي هو 4829.